# C2orf66
C2orf66 (англ. Chromosome 2 open reading frame 66) – білок, який кодується однойменним геном, розташованим у людей на 2-й хромосомі. Довжина поліпептидного ланцюга білка становить 117 амінокислот, а молекулярна маса — 13 321.
| 10         |  | 20         |  | 30         |  | 40         |  | 50         |
| ---------- |  | ---------- |  | ---------- |  | ---------- |  | ---------- |
| MIIDSSRIPS |  | FTQLHSTMTR |  | APLLLLCVAL |  | VLLGHVNGAT |  | VRNEDKWKPL |
| NNPRNRDLFF |  | RRLQAYFKGR |  | GLDLGTFPNP |  | FPTNENPRPL |  | SFQSELTASA |
| SADYEEQKNS |  | FHNYLKG    |  |            |  |            |  |            |

A: Аланін

C: Цистеїн

D: Аспарагінова кислота

E: Глутамінова кислота

F: Фенілаланін

G: Гліцин

H: Гістидин

I: Ізолейцин

K: Лізин

L: Лейцин

M: Метіонін

N: Аспарагін

P: Пролін

Q: Глутамін

R: Аргінін

S: Серин

T: Треонін

V: Валін

W: Триптофан

Секретований назовні.